# Jaskinia Będkowska
Jaskinia Będkowska – schronisko w górnej części Wąwozu Będkowickiego będącego lewym odgałęzieniem Doliny Będkowskiej na Wyżynie Olkuskiej wchodzącej w skład Wyżyny Krakowsko-Częstochowskiej. Znajduje się we wsi  Będkowice,  w województwie małopolskim, w powiecie krakowskim, w gminie Wielka Wieś.

## Opis obiektu
Obiekt znajduje się w górnej części orograficznie lewych zboczy Wąwozu  Będkowickiego, w skałach, które na mapie Geoportalu opisane są jako Lisi Mur. Górny otwór jaskini znajduje się w załomie powyżej 4-metrowej wysokości progu. Otwór dolny znajduje się pod niskim okapem. Za zaciskiem wznosi się korytarzyk do niewielkiej salki znajdującej się na poprzecznej szczelinie. Ma ona wysokość 2,3 m. Na prawą stronę odchodzi od niej krótka boczna odnoga, na lewo szczelinowy korytarzyk do górnego otworu.
Jaskinia powstała w późnojurajskich wapieniach skalistych. Jej spąg przykrywa gruz skalny, gleba, a miejscami przerastają go korzenie drzew. Znaleziono też kości zwierząt. Są nacieki w postaci mleka wapiennego i grzybków naciekowych.  Jaskinia jest przewiewna, widna i w większości sucha (wilgotna jest tylko jej salka). Przy otworach rosną glony, mchy i paprocie: zanokcica skalna i paprotka zwyczajna. Wewnątrz obserwowano ślimaki, muchówki, kosarze i pająki, w tym sieciarza jaskiniowego.
Górny otwór jaskini znalazł J. Nowak 11 września 2011 r. Udrożnił otwór dolny i sporządził plan jaskini. 
W niewielkiej odległości w skałach Lisiego Muru znajduje się jeszcze Tunel Będkowicki, a w Wąwozie Będkowickim kilka dalszych: Grota Będkowicka, Komin Będkowicki, Okap Będkowicki, Schronisko nad Bramą Będkowską, Schronisko w Bramie Będkowskiej, Tunel nad Bramą Będkowską, Tunel za Iglicą w Wąwozie za Bramą Będkowską.

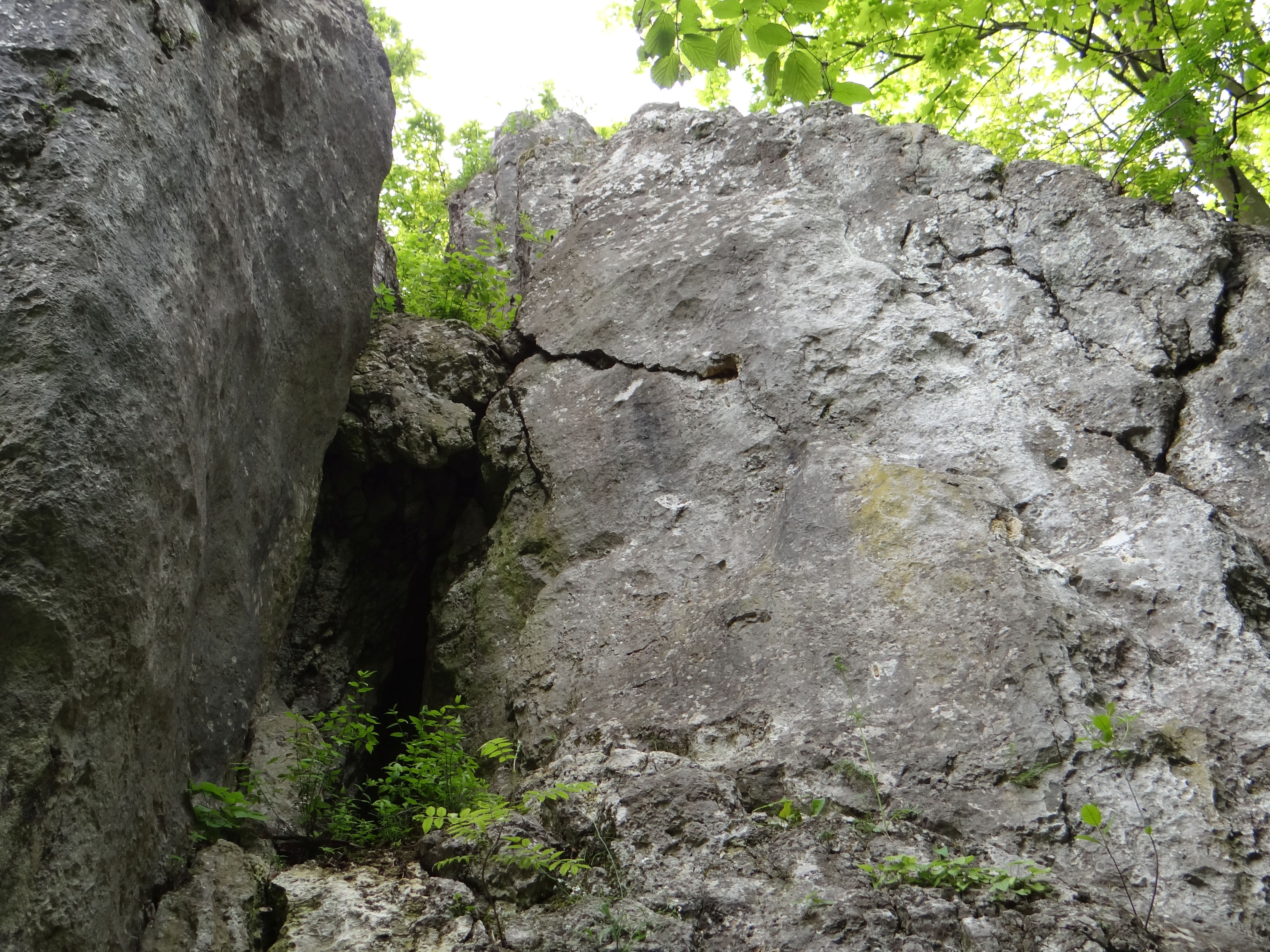
Górny otwór jaskini